# Багатришвили, Иван Григорьевич
Иван Григорьевич Багатришвили, другой вариант отчества — Георгиевич (1887 год, Телавский уезд, Тифлисская губерния, Российская империя — неизвестно, Телавский район, Грузинская ССР) — звеньевой Цинандальского виноградарского совхоза Министерства пищевой промышленности СССР, Телавский район, Грузинская ССР. Герой Социалистического Труда (1949).

## Биография
Родился в 1887 году в крестьянской семье в одном из сельских населённых пунктов Телавского уезда (сегодня — Телавский муниципалитет). Окончил местную сельскую школу, после которой трудился в сельском хозяйстве. В 1930-х годах вступил в Цинандальский виноградарский совхоз (с 1950 года — совхоз «Цинандали»). В первые послевоенные годы возглавлял звено виноградарей.
В 1948 году звено под его руководством собрало в среднем по 112,1 центнеров винограда на участке площадью 3 гектара. Президиума Верховного Совета СССР от 5 октября 1949 года удостоен звания Героя Социалистического Труда за «получение высоких урожаев винограда в 1948 году» с вручением ордена Ленина и золотой медали «Серп и Молот» (№ 4766).
Этим же Указом званием Героя Социалистического Труда были награждены директор совхоза Иона Ермолаевич Чарквиани, старший агроном Иосиф Давидович Болквадзе, управляющие отделениями Лонгиноз Георгиевич Арсенишвили, Давид Андреевич Саванели, бригадиры Бидзин Георгиевич Батиашвили, Реваз Андреевич Саванели и звеньевая Антонина Васильевна Игнатова.
За выдающиеся трудовые показатели по итогам работы за 1949 год был награждён вторым Орденом Ленина.
Проживал в Телавском районе. С 1972 года — персональный пенсионер союзного значения. Дата его смерти не установлена.
Награды
- Герой Социалистического Труда
- Орден Ленина — дважды (05.10.1949; 04.09.1950)